# Smržov (kraj hradecki)
Smržov – gmina w Czechach, w powiecie Hradec Králové, w kraju hradeckim. Według danych z dnia 1 stycznia 2014 liczyła 479 mieszkańców.